# Alberto Uria
Alberto Uria (n. 11 iulie 1924, Montevideo, Departamentul Montevideo, Uruguay – d. 4 decembrie 1988, Montevideo, Departamentul Montevideo, Uruguay) a fost un pilot uruguaian de Formula 1 care a evoluat în Campionatul Mondial între anii 1952 și 1956.